# متحف الشارقة للتراث
متحف الشارقة للتراث هو متحف يقع في مدينة الشارقة بالإمارات العربية المتحدة. يتألف متحف الشارقة للتراث من ستة صالات عرض تضم مجموعة واسعة من المقتنيات والقطع الأثرية التي تتعلق بالثقافة والتقاليد الإماراتية الأصيلة.

## لمحة تاريخية
تأسس متحف الشارقة للتراث في مدينة الشارقة القديمة عام 2005، وكان مبنى المتحف عبارة عن منزل مملوك في الأصل لتاجر اللؤلؤ سعيد الطويل الشامسي، ثُم أعيد ترميمه وتجديده، وافتتح للزوار في عام 2012.

## المقتنيات والمعروضات
يُركز متحف الشارقة للتراث على المقتنيات التي تتعلق بالثقافة والتقاليد الشفهية التي يتناقلها الناس جيلًا بعد جيل في مدينة الشارقة، وعناصر المعيشة وأدوات المعرفة التقليدية التي استخدمها سكان الشارقة بدءًا من وسائل تتبع الصحراء وأدوات مراقبة السماء والطقس والأرض وحتى طرق العلاج التقليدية، إلى جانب أدوات الأنشطة التقليدية كالزراعة وصيد واستخراج اللؤلؤ. يتألف المتحف من ستة قاعات أو صالات عرض تُسلط إحداها الضوء على الثقافة والتقاليد الشعبية في الشارقة حيث تعرض الأدوات والآلات المستخدمة في الموسيقى والرقص، ومن بين هذه الأدوات حزامًا يعرف باسم المنور، وهو حزام مصنوع من 307 من حوافر الماعز المجففة، ويتم ارتداؤه أثناء أداء رقصة النوبان. كما تتضمن مقتنيات المتحف مجموعة واسعة من الملابس الإماراتية التقليدية، والمجوهرات، ومنتجات التجميل، والتوابل التقليدية، والمنسوجات المحلية، وبعض الحلى والخواتم التي ترديها النساء البدويات.وبشكل عام تقسم معارض المتحف إلى الأقسام التالية:
قاعة البيئات الإماراتية الطبيعية، تعرض القاعة لوحات فنية تجسد البيئات الطبيعية في الإمارة من الجبال والوديان، والصحارى، والسواحل، وتأثير هذه البيئات على طبيعة حياة السكان من حيث المسكن وطرق الحصول على الغذاء وغيرها من التأثيرات في مختلف الجوانب.
قاعة نمط الحياة، وتعرض الجوانب الإجتماعية والقيم والعادات الدينية بما في ذلك الضيافة الإماراتية وطريقة السلام والترحيب بالضيوف وغيرها من العادات والتقاليد التي كانت سائدة.
قاعة الإحتفالات تعرض هذه القاعة التقاليد القديمة في الإحتفال و التعبير عن الفرح في المناسبات الدينية والاجتماعية المختلفة من الاحتفال بعيد الفطر، وعيد الأضحى، والنصف من شعبان، والحج، وشهر رمضان، إلى احتفالات الزفاف، وولادة الطفل وغيرها، بالإضافة إلى استعراض الأزياء التقليدية والآلات الموسيقية القديمة.
قاعة سبل العيش وتعرض مجموعة من الأنشطة التي تبين كيفية تأقلم السكان مع البيئة لتأمين ضروريات الحياة مثل الغوص للبحث عن اللؤلؤ وزراعة التمور وغيرها من المهن، بالإضافة إلى أهمية التجارة والسفر ودورها في حياة السكان. 
قاعة المعارف التقليدية توضح المعروضات طرق العلاج التقليدية ومراقبة السماء والطقس وأنواع الرياح وطرق الملاحة البحرية وغيرها من المعارف التي تمتع بها  السكان.
قاعة التراث الشفهي وهو معرض تفاعلي يركز على التراث الشعبي للدولة والقصص الثقافية والخيالية والأشعار والأساطير التي تناقلتها الأجيال شفهياًجيلاًبعد جيل. 
كما يستضيف المتحف في أروقته أيضًا العديد من الفعاليات والمعارض المؤقتة التي تحتفي بالفنون والحرف اليدوية المستوحاة من تراث الشارقة والإمارات، ومن أبرز هذه المعارض «معرض صناعة الخناجر في الإمارات – حرفة الأصالة والإبداع» والذي افتُتح للجمهور في 22 نوفمبر 2022.